# Columnea hiantiflora
Columnea hiantiflora är en tvåhjärtbladig växtart som beskrevs av Wiehler. Columnea hiantiflora ingår i släktet Columnea och familjen Gesneriaceae. Inga underarter finns listade i Catalogue of Life.